# 스타로나바 유대교 회당

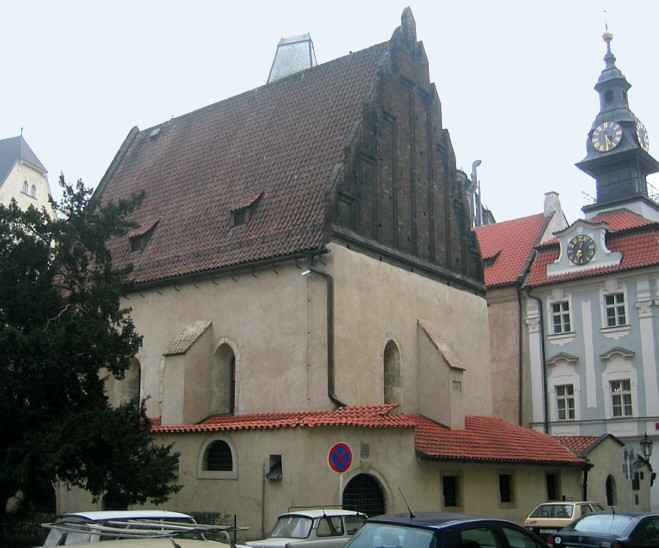
스타로노바 유대교 회당

스타로노바 유대교 회당(체코어: Staronová synagoga)은 체코 프라하 요세포프에 있는 유대교 회당이다. 유다 뢰브 벤 베자렐 (랍비 뢰브)이 창조한 골렘이 보관되어 있는 장소로 알려졌다.